# Luco dei Marsi
Luco dei Marsi (Luche in dialetto marsicano, pronuncia /luˈkə/) è un comune italiano di 5 905 abitanti della provincia dell'Aquila in Abruzzo.

## Geografia fisica
Luco dei Marsi è situato sul bordo sudoccidentale della piana del Fucino a ridosso del monte La Ciocca. A ovest del suo territorio la catena montuosa del Longagna, con le cime dei monti Romanella, Bello, Orbetta e La Ciocca, separa l'area fucense da quella rovetana. L'altitudine del gruppo montuoso varia dai 1 777 ai 1380 m s.l.m., mentre il dislivello nel territorio comunale varia dai 652 m s.l.m. della piana del Fucino ai 1787 m s.l.m. del monte Alto.
Il comune di Luco confina a nord con Avezzano, a sud con Civita d'Antino a est con Trasacco e a ovest con i comuni di Capistrello, Canistro e Civitella Roveto.

## Origini del nome

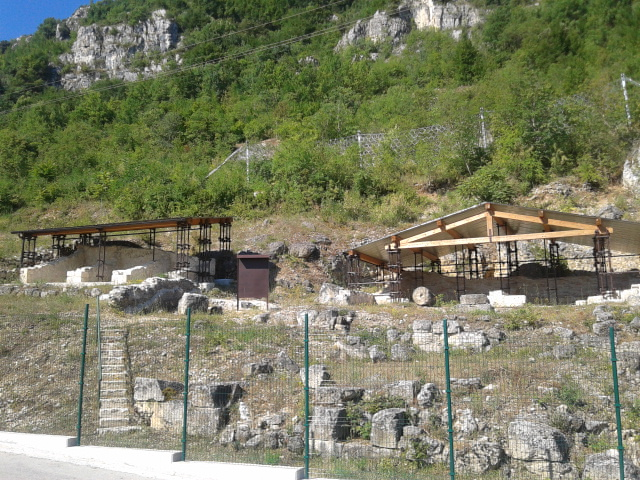
Sito archeologico di Lucus Angitiae.

Il nome Luco derivebbe dal toponimo marso "luvko" e dal connesso termine latino "lucus" ("radura", "bosco sacro"). La stretta relazione con il sostantivo "lux" ("luce") richiama inevitabilmente il bosco sacro dedicato alla locale divinità di Angizia, situato nei pressi della città-santuario di Lucus Angitiae. Ciò spiegherebbe l'etnonimo della stirpe dei Marsi Anxantini Lucenses.
Il municipio romano era noto con il nome di "Anxa", derivato dal termine italico "A(n)ctia", ovvero "Angizia".
Secondo alcuni storici durante il primo periodo altomedievale il territorio venne denominato "Penna". Pertanto la trasformazione del nome in Lucus sarebbe avvenuta in data più avanzata o tra l'VIII e il IX secolo oppure nell'anno 1137 quando, secondo la tradizione orale, a causa di un'alluvione del lago Fucino e al contempo dell'invasione di una grande quantità di serpenti, i cittadini furono costretti a rifugiarsi in luogo più sicuro.

## Storia

### Origini

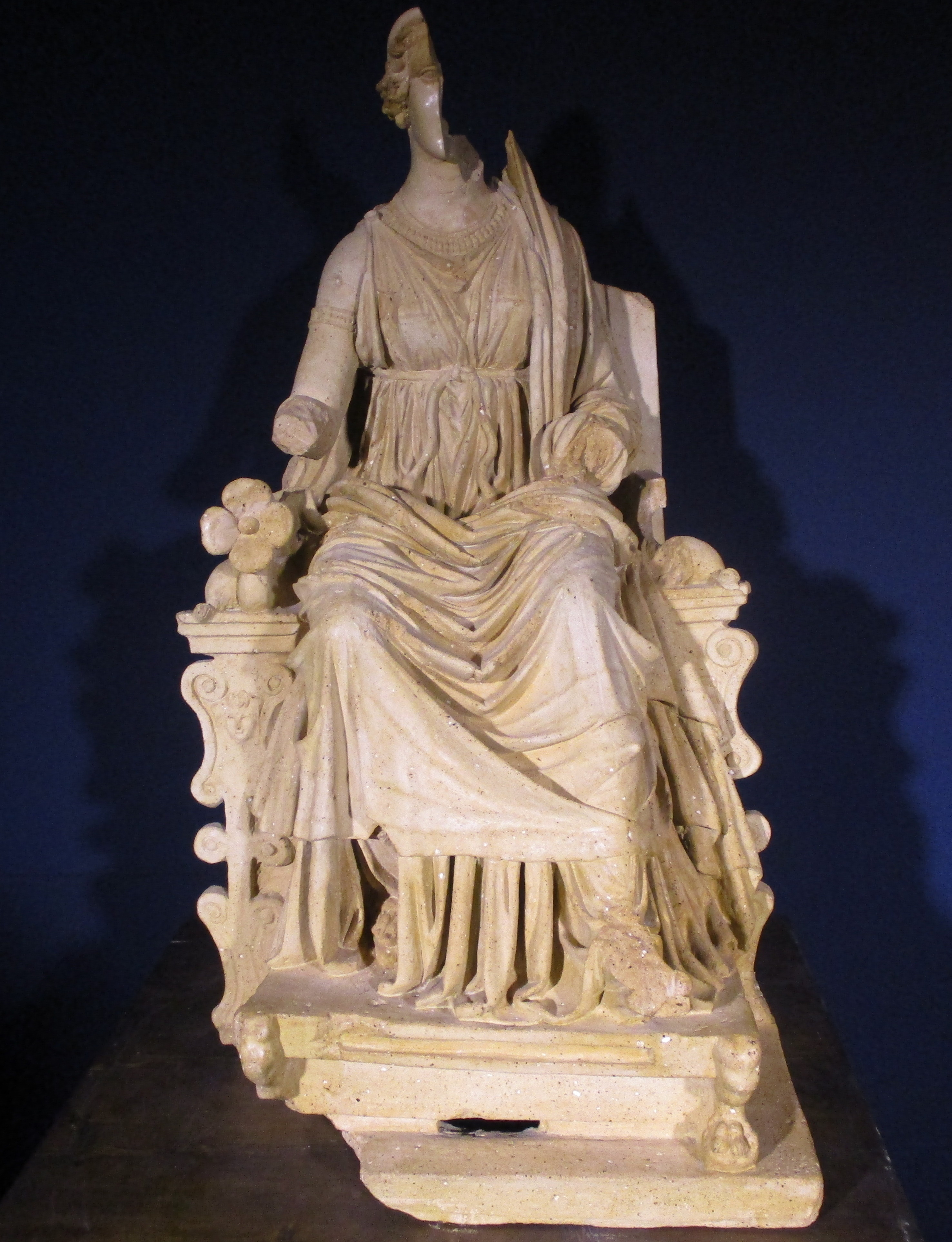
Supposta statua della dea Angizia.

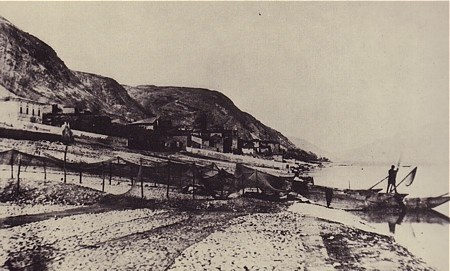
Immagine ottocentesca di Luco e del lago Fucino.

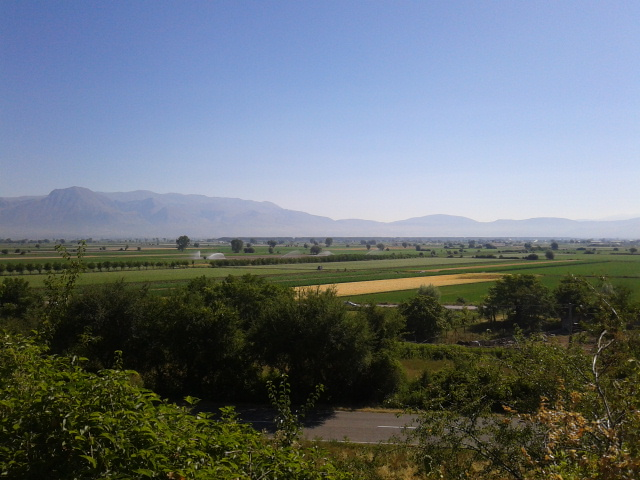
Veduta della piana del Fucino.

La leggenda narra che in questo territorio sia stata fondata la città-santuario nei pressi del bosco sacro dedicato al culto di Angizia, divinità italica tra le più importanti del pantheon di Marsi, Peligni e di altri popoli osco-umbri capace di incantare i serpenti e di utilizzare le erbe a fini curativi.
L'area caratterizzata sul bordo fucense da contrafforti montuosi è risultata frequentata fin dall'Età del bronzo. Gli scavi archeologici avviati a cominciare dagli anni settanta hanno certamente riportato alla luce i resti di Lucus Angitiae, la città antica risalente al III secolo a.C. situata alle porte del paese contemporaneo. In particolare la base del tempio italico e nel 2003 nella zona della Sagrestia tre statue in buono stato di conservazione. Quella che secondo alcuni studiosi potrebbe essere identificata con la figura della dea Angizia è in terracotta ed è databile al III secolo a.C..
Durante la guerra sociale la città venne attaccata dalle legioni dell'esercito romano mentre al termine del conflitto venne elevata a municipium acquisendo il nome di Anxa. Essa svolse le funzioni municipali fino all'Alto Medioevo.
Tracce di centri fortificati si trovano in un'area rocciosa della località Petogna, nei pressi di Strada 45 del Fucino e sulla sommità del monte Penna che ospitò l'acropoli.
Nel territorio luchese e nell'area adiacente l'inghiottitoio di Petogna ("Os Pitoniae") vissero tecnici e schiavi impegnati nella costruzione dell'emissario artificiale e dei Cunicoli di Claudio. Con il completamento delle opere idrauliche l'imperatore Claudio nel 52 d.C. prosciugò per la prima volta il lago Fucino.
La caduta dell'impero romano e la conseguente assenza di opere di manutenzione unitamente agli effetti di un disastroso terremoto, avvenuto probabilmente nel 508 d.C., causò il ritorno degli originari livelli lacustri.

### Medioevo
Nel VI secolo, mentre la città antica di Anxa veniva progressivamente abbandonata, il territorio di Luco passò come tutti i centri della provincia Valeria sotto il controllo nel ducato di Spoleto. Nell'VIII secolo in seguito alla donazione di Carlo Magno del ducato longobardo allo Stato Pontificio nel territorio fucense si registrarono concessioni e donazioni ai monasteri benedettini di Montecassino e Farfa.
Durante il X secolo si registra la prima attestazione del nucleo abitato edificato intorno alla chiesa di Santa Maria e al suo monastero che rappresentò una delle prepositure benedettine più grandi della Marsica fino al XIV secolo. Periodo in cui Luco seguì le vicende che segnarono la storia della diocesi e della contea marsicana. La rocca medievale di Santa Maria, detta "Rocca di Luco", edificata alle pendici del monte Penna venne anch'essa gradualmente abbandonata a cominciare dal XII secolo, periodo in cui intorno alla torre originariamente a base quadrata di località Casale, si sviluppò il nuovo nucleo urbano che raggiunse in breve tempo i terreni adiacenti alla sponda del Fucino. Il lago a causa di improvvise inondazioni danneggiò più volte l'abitato in particolare durante il XVII e il XVIII secolo.

### Età moderna e contemporanea
Incluso tra i feudi di Francesco Antonio d'Aquino, passò alla fine del XV secolo sotto il controllo della famiglia Colonna, detentrice della contea di Albe e del ducato di Tagliacozzo fino all'eversione feudale del XIX secolo.
Dal 1811 il comune di Luco incluse Trasacco fino all'istituzione del circondario che dal 1831 venne aggiunto al distretto di Avezzano. Nel 1863 il paese acquisì ufficialmente la denominazione di Luco dei Marsi.
Tra il 1855 e il 1876 Alessandro Torlonia fece prosciugare definitivamente il lago Fucino ampliando e ricalcando in buona parte l'opera dell'emissario e del sistema dei cunicoli di Claudio. Fu così che gran parte di allevatori e pescatori luchesi divennero in breve tempo agricoltori. Questi poterono iniziare a coltivare una superficie emersa di oltre 14 000 ettari.
Tra gli eventi che più segnarono la storia del comune figurano il terremoto della Marsica del 1915 che causò a Luco oltre 200 vittime e gravi danni al patrimonio architettonico del paese come il crollo della torre medievale e l'influenza spagnola di circa tre anni dopo che decimò la popolazione.
Durante la seconda guerra mondiale la comunità locale subì le violenze nazifasciste; fu liberata dall'esercito neozelandese nel mese di giugno del 1944.
Le lotte contadine del secondo dopoguerra portarono attraverso la riforma agraria all'istituzione dell'ente Fucino con la conseguente espropriazione anticipata dei terreni fucensi ai danni dei Torlonia, l'assegnazione agli agricoltori diretti e il graduale miglioramento delle condizioni socioeconomiche del territorio.

## Monumenti e luoghi d'interesse

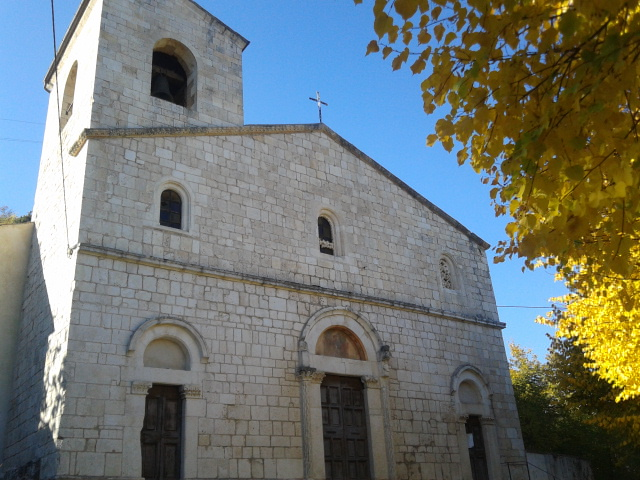
Chiesa di Santa Maria delle Grazie.

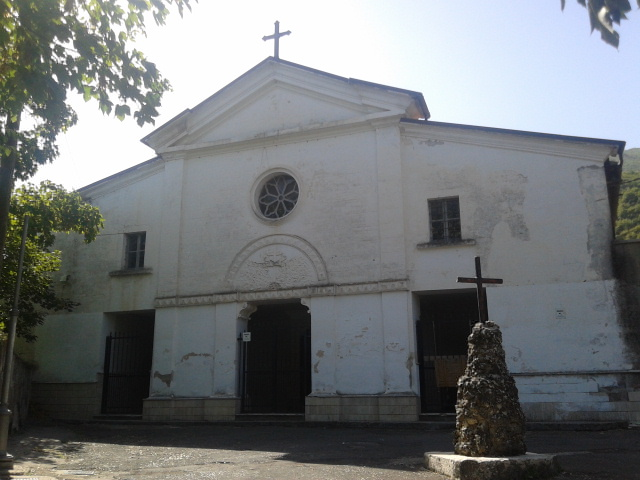
Convento dei Frati Cappuccini.

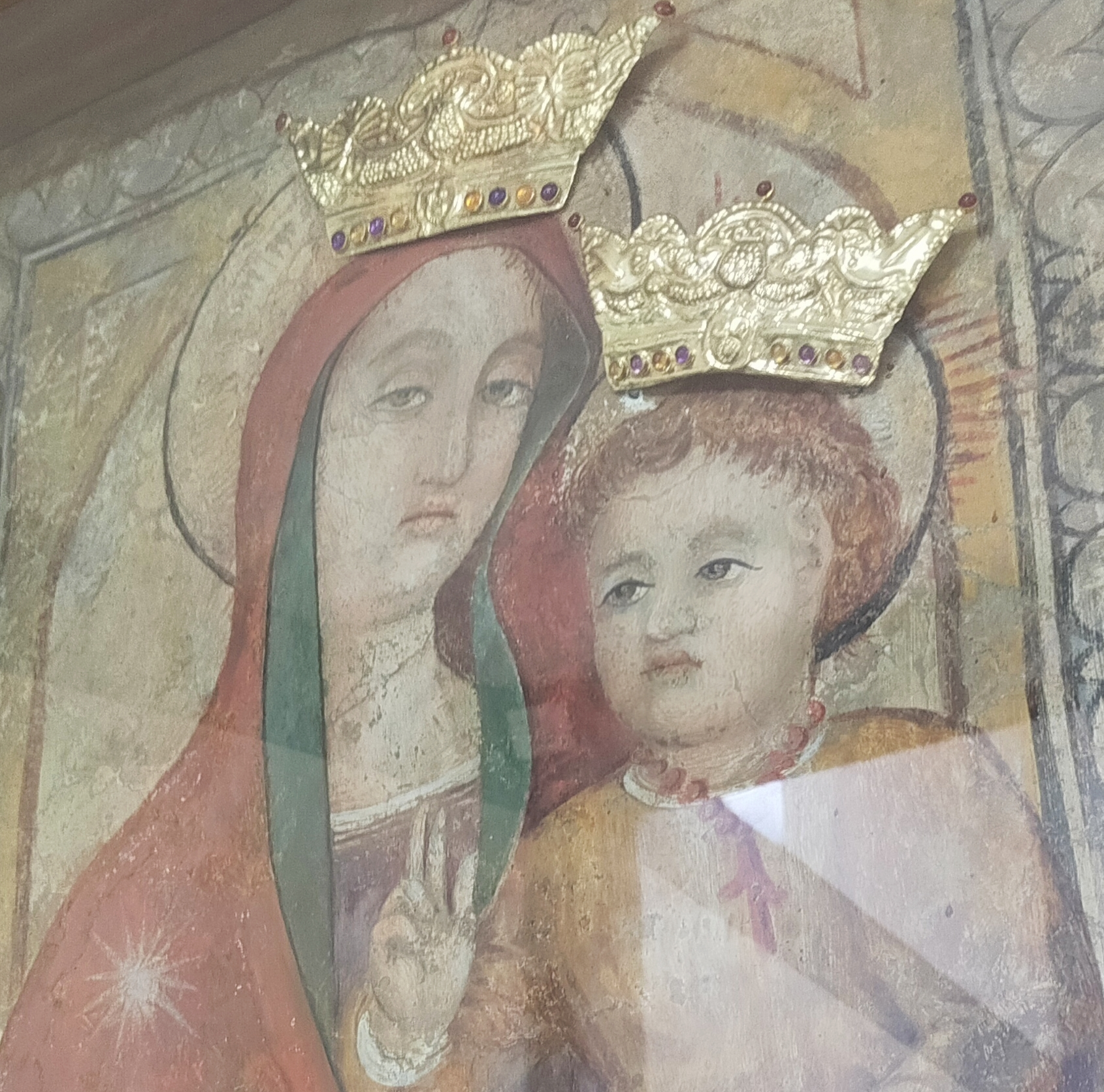
Pittura murale nella chiesa della Madonna dell'Ospedale.

### Architetture religiose
Chiesa di San Giovanni BattistaLa chiesa parrocchiale edificata nella prima metà del Settecento presenta uno stile architettonico tardobarocco con una pianta a croce greca e tre navate interne. Una delle navate appartenne alla chiesa originaria di San Giovanni databile al Quattrocento. Una pala d'altare seicentesca raffigura i compatroni del borgo lacustre, sant'Andrea e san Bonifacio IV, mentre una tela coeva attribuita al pittore barocco Giuseppe Cesari raffigura l'Immacolata Concezione e san Francesco d'Assisi.
Chiesa di Santa Maria delle GrazieEdificata sul sito di una chiesa cristiana risalente tra il VII e l'VIII secolo la chiesa di Santa Maria risulta citata per la prima volta in un carteggio ecclesiastico che la colloca intorno all'anno 950. Donata all'abbazia di Montecassino dalla contessa longobarda Doda dei Marsi, venne affiancata dal monastero recinto che fino al XIV secolo ha rappresentato una delle prepositure benedettine più influenti e ricche di pertinenze del territorio marsicano. Sulla sommità del monte che sovrasta la piccola chiesa venne edificata nel corso dell'XI secolo la rocca medievale di Luco. Forse in seguito ad un disastroso sisma venne ricostruita nel XII secolo in stile romanico con pianta rettangolare e interno diviso in tre navate da possenti pilastri in pietra. Fu ampiamente ristrutturata nel 1922 da Carlo Ignazio Gavini.
Convento dei Frati CappucciniEretto dai francescani tra il XVI ed il XVIII secolo. Lateralmente è collocata la piccola chiesa cinquecentesca di San Sebastiano in Aquitino edificata sul sito dell'originario edificio di culto risalente al X secolo che i conti dei Marsi donarono ai benedettini di Montecassino con il tentativo di tutelare i propri possedimenti dalle imminenti conquiste in terra abruzzese dei Normanni. L'edificio gravemente danneggiato dal terremoto del 1915 venne rimaneggiato nelle forme contemporanee.
Chiesa della Madonna dell'OspedaleIl nuovo edificio di culto fu riedificato nel 1972 sul sito della preesistente chiesa settecentesca. Fu fondata come chiesa della Madonna dell'Ospitale per contrastare le pestilenze del XVII e XVIII secolo. Crollata a causa del sisma del 1915 conserva una porzione della pittura murale raffigurante la Madonna col Bambino.
- Chiesa di Sant'Antonio Abate, piccolo edificio di culto a navata unica riedificato nel corso del Settecento[40].
- Cappella settecentesca di San Vincenzo Ferreri.
- Chiesetta della Cunicella, dedicata alla Santissima Trinità, è situata in località Colle Croce lungo il sentiero della Via dei Marsi[41].
- Ruderi della chiesa rupestre dedicata a san Leonardo situata in località Rupe di San Leonardo[42][43].

### Monumenti
- Monumento ai caduti di tutte le guerre, realizzato da Pasquale Di Fabio e inaugurato nel 1996 è collocato in piazza Umberto I[44].
- Monumento all'alpino, collocato all'ingresso del paese non distante dallo stadio comunale.

### Siti archeologici
Lucus AngitiaeIl sito archeologico è situato sul contrafforte montuoso che domina sul versante sudoccidentale l'ex alveo del Fucino. Dagli scavi che hanno avuto inizio negli anni settanta in località "Il Tesoro" sono tornati alla luce alcune aree della città-santuario nota in epoca romana come Anxa, nome derivato dal toponimo in lingua marsa A(n)ctia (ovvero Angizia). In particolare il tempio di epoca italica costituito di due celle e uno di età augustea, oltre a colonne doriche, sepolture e a numerosi reperti come sculture a bassorilievo, bronzetti e monete. Nel 2003 sono state rinvenute nell'area della Sagrestia tre statue: una in terracotta in posizione seduta sul trono e due in marmo, una panneggiata e col capo coperto e l'altra seminuda con panneggio.
- Tracce degli ocres del monte Penna, la cui acropoli sovrastava la città-santuario di Lucus Angitae, e della località Petogna.
- Ruderi della chiesa rupestre medievale e del piccolo santuario italico situati in località Rupe di San Leonardo[42][43].
- Tracce dell'ocres e del santuario italico del dio Fucino su cui venne successivamente edificata la piccola chiesa di San Vincenzo in Penna presso l'inghiottitoio di Petogna, unico emissario naturale del lago prosciugato[22][46].

### Aree naturali
Parco San LeonardoIl parco, situato a sud di Luco, è stato istituito ufficialmente nel 1998 e si estende in un'area che include l'omonimo fontanile e l'area dove nel 1975 venne inaugurato il monumento ai caduti della seconda guerra mondiale. È dotato di diversi punti fuoco, aree di sosta ed offre la possibilità di percorrere gli antichi sentieri che conducono sui monti Longagna e Romanella. In questo territorio si trova a 1250 m s.l.m. la grotta d'Orlando, una piccola cavità inclusa nei sistema carsico denominato dei Centopozzi, mentre sul versante opposto sul monte La Ciocca è situata la grotta a doppia cavità detta "del Rimboschimento".
- Sentieri di Selva dei Frati, Via dei Marsi-Cunicella, Monte Alto, Monte Bello, Ferriere, Prato Santo, San Leonardo, Angitia, Casale Floridi, Centopozzi e Fonti di Longagna[49].

## Società

### Evoluzione demografica
Abitanti censiti

### Etnie e minoranze straniere
I cittadini stranieri residenti a Luco dei Marsi rilevati dall'Istat al 31 dicembre 2020 erano 980, pari circa al 16% della popolazione residente.

### Lingue e dialetti

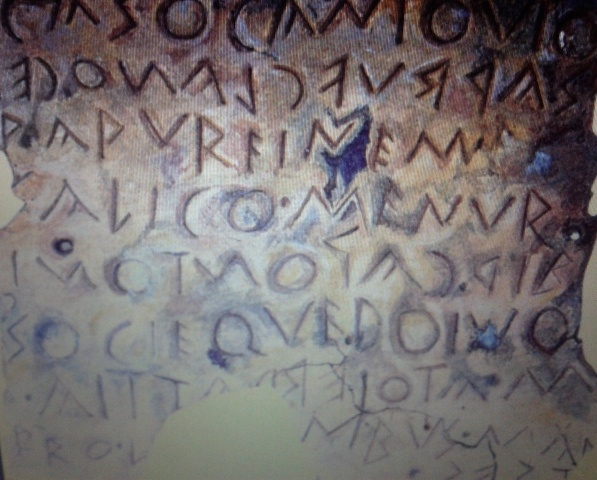
Lamina bronzea di Caso Cantovios in lingua marsa e latina rinvenuta nei pressi di Lucus Angitiae dopo il prosciugamento del Fucino.

I dialetti parlati nella Marsica possono essere suddivisi in due grandi gruppi. Nell'area fucense e nella parte meridionale della subregione si parlano i dialetti meridionali intermedi. Nell'area settentrionale della subregione, tra i territori di San Pelino, Tagliacozzo e Carsoli sono parlati i dialetti italiani mediani. Il dialetto di Luco dei Marsi è incluso nel primo gruppo: il dialetto meridionale intermedio. La vicinanza delle parlate arcaiche di Avezzano e Luco è stata causata dalle strette relazioni intercorse in passato tra i due comuni.

### Tradizioni e folclore
Tra febbraio e marzo, durante il martedì grasso, si svolge il Carnevale Marsicano.
Nella domenica di Pentecoste, tra maggio e giugno, si rinnova il rito della "Panarda marsicana".
Le feste in onore della Madonna delle Grazie, di san Giovanni Battista, di sant'Andrea apostolo e di san Bonifacio IV si svolgono annualmente.

## Cultura

### Biblioteche
La biblioteca comunale è collocata in uno stabile di via Alessandro Torlonia, quella della Società Operaia di Mutuo Soccorso è situata in via Duca degli Abruzzi.

### Media
Ha sede a Luco dei Marsi la testata d'informazione locale Site.it.

### Cucina

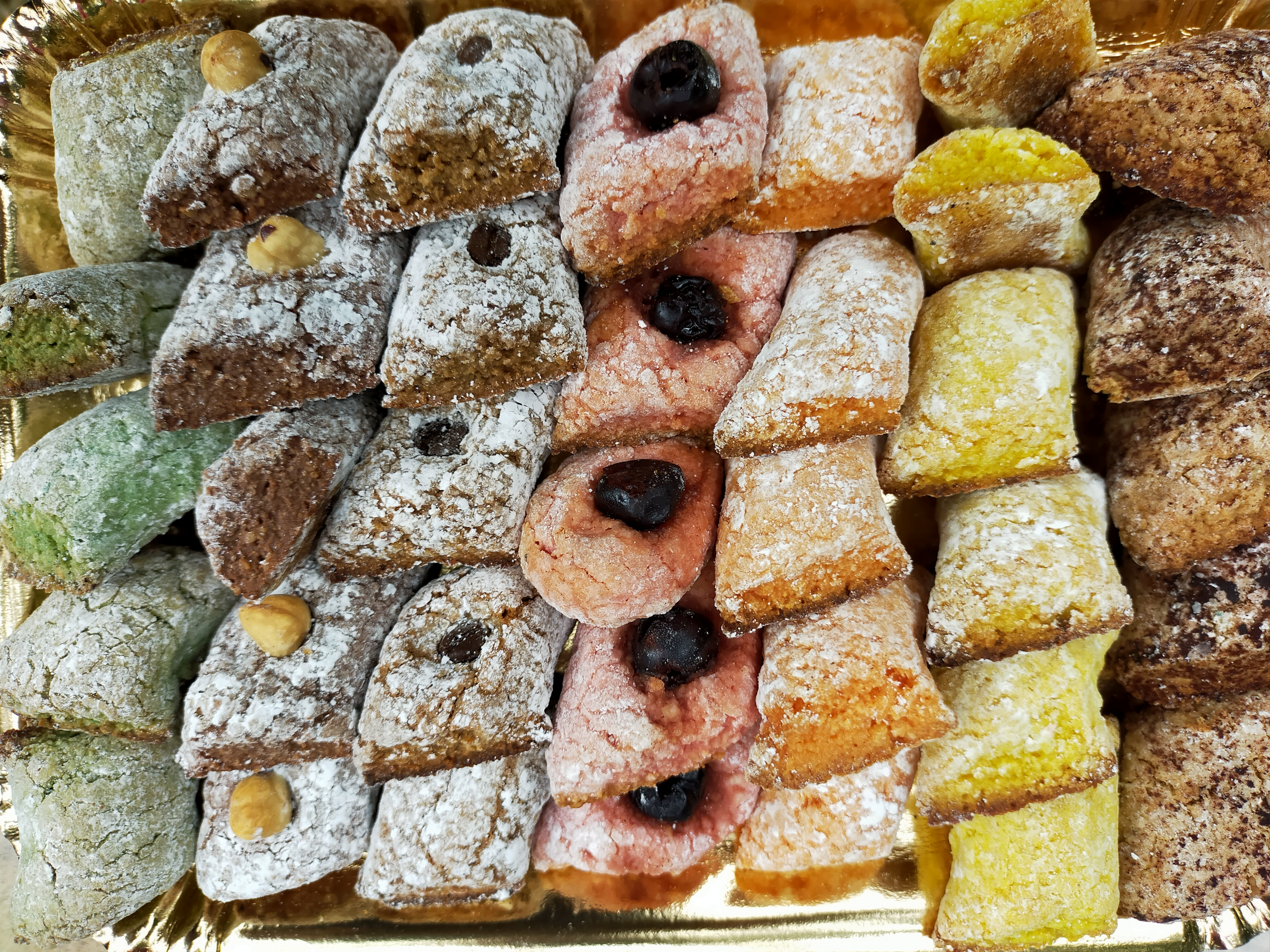
Amaretti marsicani colorati

La trasformazione del lago Fucino in una pianura coltivabile ha stravolto anche le abitudini culinarie luchesi. Ai pesci d'acqua dolce, protagonisti della cucina locale fino alla fine del XIX secolo insieme alla selvaggina e alla frutta, sono subentrate le produzioni orticole fucensi come la patata del Fucino e la carota dell'altopiano del Fucino, entrambe certificate IGP. Tra i prodotti della panificazione figurano i panetti della Panarda, le ciambelle e le tisichelle. Gli amaretti marsicani colorati sono dolci tipici realizzati con le scaglie di mandorle dolci.

## Infrastrutture e trasporti

### Strade
La strada provinciale 22 Circonfucense collega Luco dei Marsi e Trasacco e da qui con la Vallelonga; in direzione nord con Avezzano.

## Amministrazione

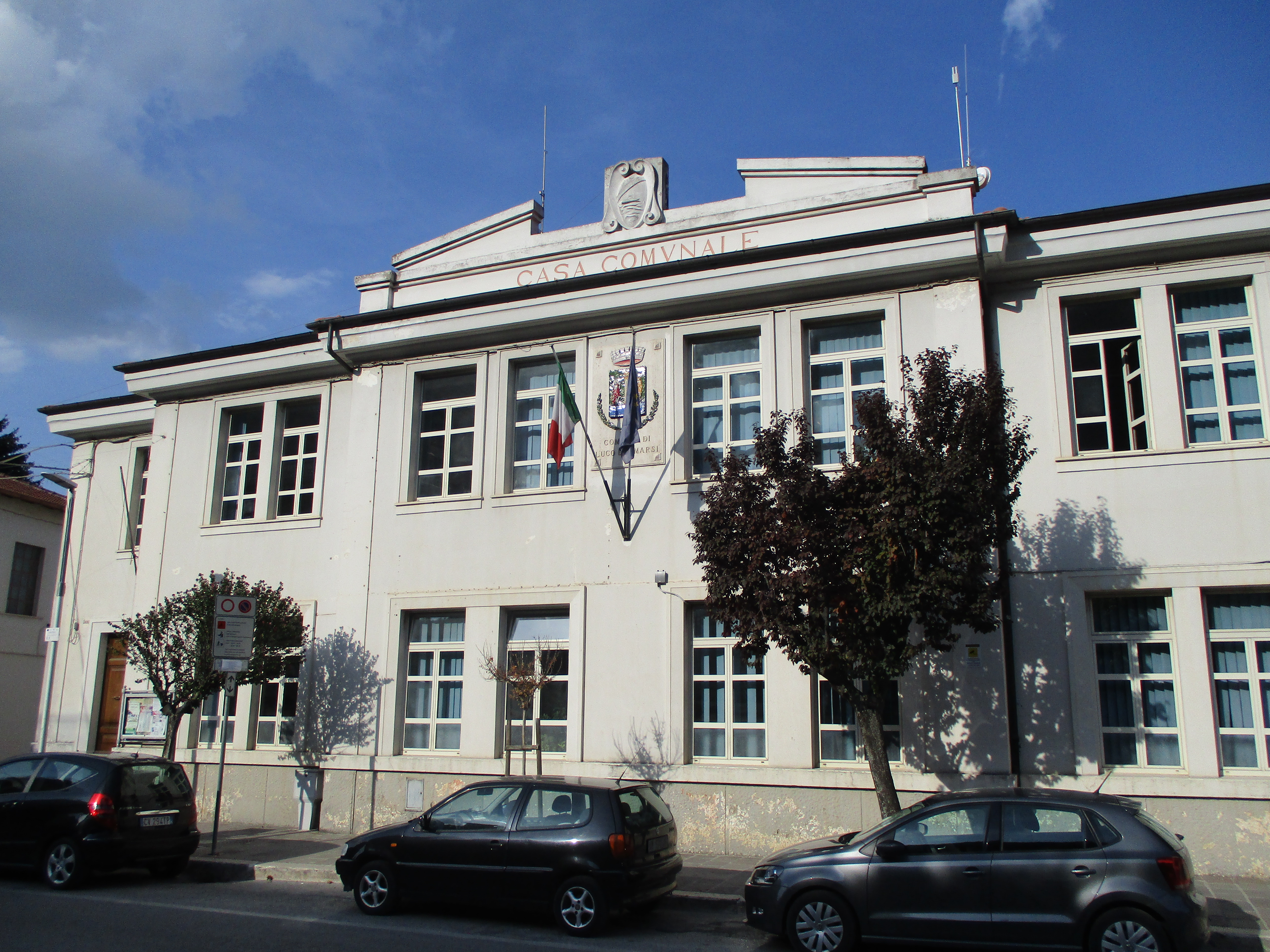
Casa comunale di Luco dei Marsi.

Sul sito del Ministero dell'interno sono disponibili i dati di tutte le elezioni amministrative di Luco dei Marsi dal 1985 ad oggi.
| Periodo        | Periodo        | Primo cittadino   | Partito                                        | Carica  | Note |
| -------------- | -------------- | ----------------- | ---------------------------------------------- | ------- | ---- |
| 12 giugno 1994 | 23 maggio 1998 | Giovanni Venditti | PDS                                            | Sindaco |      |
| 24 maggio 1998 | 26 maggio 2002 | Orante Venti      | Liste civiche di centro-sinistra               | Sindaco |      |
| 27 maggio 2002 | 27 maggio 2007 | Orante Venti      | Liste civiche di centro-sinistra               | Sindaco |      |
| 28 maggio 2007 | 6 maggio 2012  | Camillo Cherubini | Lista civica                                   | Sindaco |      |
| 7 maggio 2012  | 10 giugno 2017 | Domenico Palma    | Lista civica Luco futura                       | Sindaco |      |
| 11 giugno 2017 | 12 giugno 2022 | Marivera De Rosa  | Lista civica Luco bene comune                  | Sindaco |      |
| 13 giugno 2022 | in carica      | Marivera De Rosa  | Lista civica Luco nel cuore per il bene comune | Sindaco |      |

### Gemellaggi
Luco dei Marsi è gemellata con:
- Stains[67]

## Sport

### Calcio

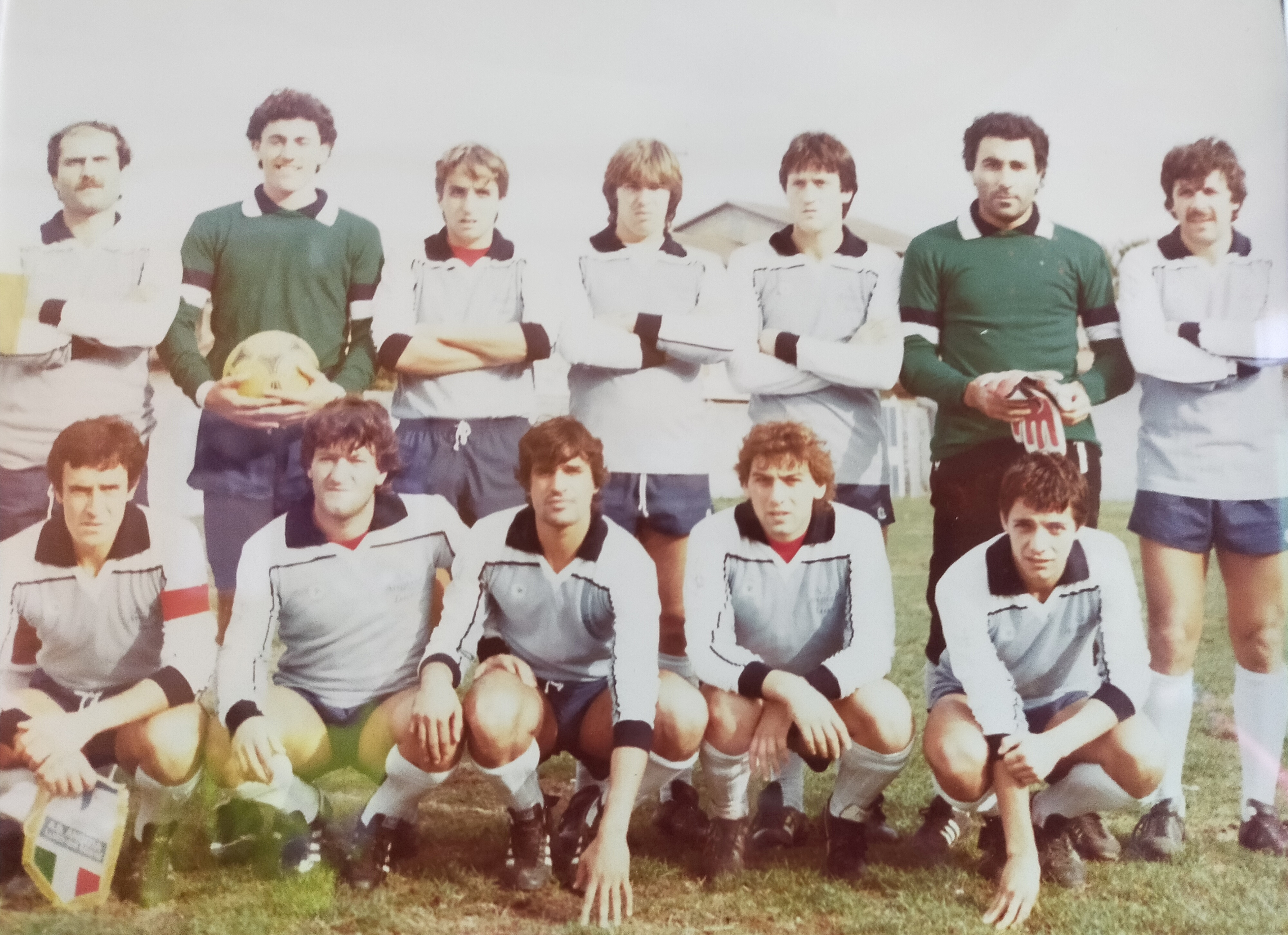
L'Angizia Luco 1982-1983.

L'Angizia Luco, società di calcio ufficialmente fondata nel 1925, militò nel torneo professionistico di Serie C2 dal 1985 al 1988. Nella stagione 1986-1987 il club vinse il campionato nazionale Dante Berretti di serie C riservato alle formazioni giovanili.
La squadra bianco azzurra milita nei tornei dilettantistici abruzzesi.

### Impianti sportivi
I principali impianti sportivi di Luco sono lo stadio comunale dotato di manto erboso, tribuna coperta e gradinata per il settore ospiti e lo stadio Jaguar con campo in erba naturale, situato nei pressi della strada provinciale 22 Circonfucense. Altri impianti sportivi pubblici permettono la pratica di vari sport come il calcetto, il gioco delle bocce e il pattinaggio.